# Navcam

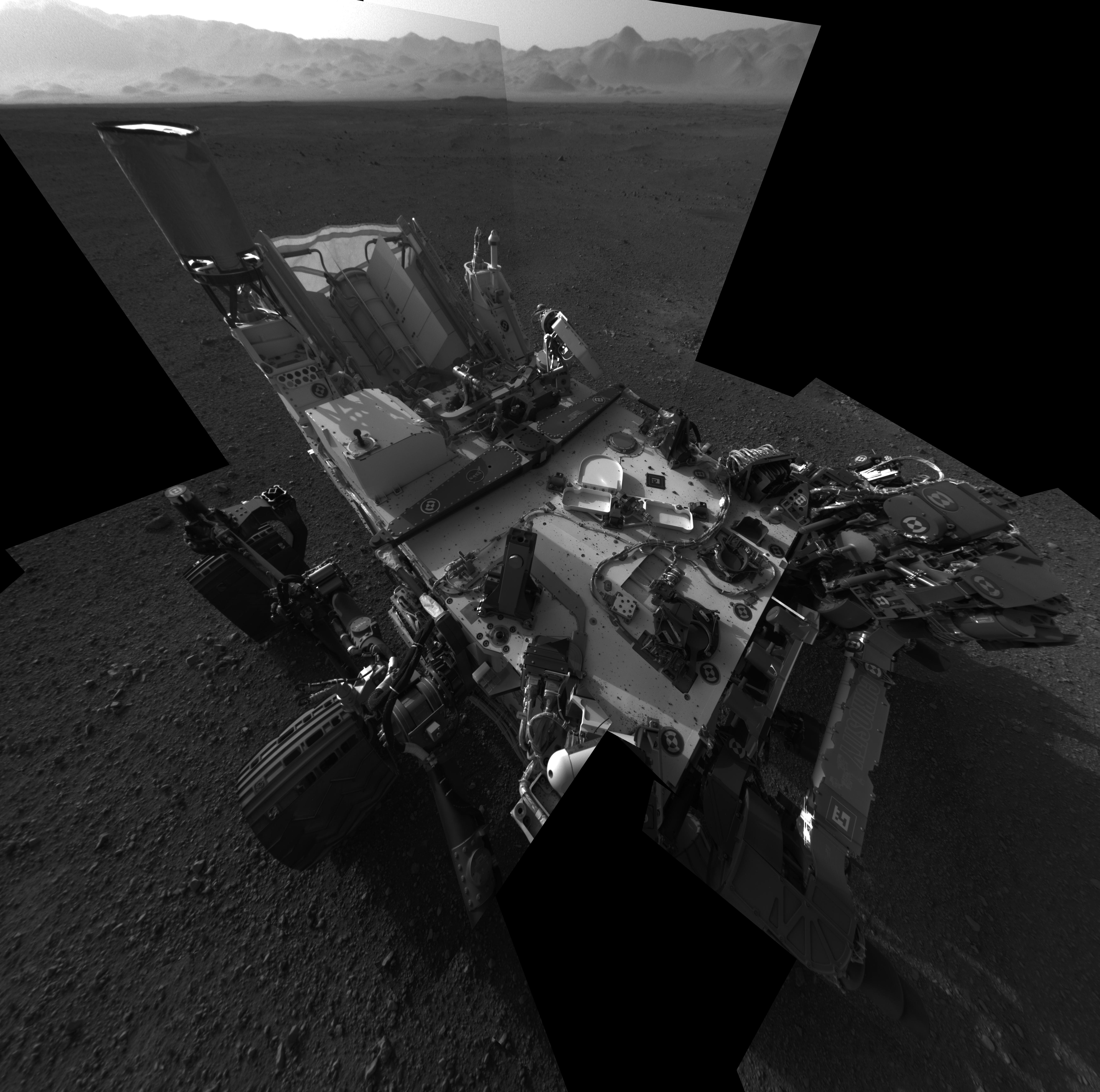
El autorretrato del rover Curiosity muestra su cubierta vista desde las Navcams.

La Navcam (navigational camera) es un tipo de cámara fotográfica utilizada en ciertos vehículos rover o naves espaciales y que se utiliza para navegar sin interferir con los instrumentos científicos. Las Navcams suelen tomar fotografías de gran angular que se utilizan para planificar los próximos movimientos del vehículo o el seguimiento de objetos.

## Visión general
El rover Curiosity de Marte tiene dos pares de cámaras de navegación en blanco y negro montadas en el mástil para apoyar la navegación en tierra. Las cámaras tienen un ángulo de visión de 45° y utilizan luz visible para capturar imágenes estereoscópicas en 3D. Estas cámaras, al igual que las de las misiones Mars Pathfinder, admiten el uso del formato de compresión de imágenes ICER.
La nave Rosetta de la Agencia Espacial Europea utilizó una única cámara con un campo de visión de 5º y una resolución de 1024x1024px de 12 bits, lo que permitió el seguimiento visual en cada una de las aproximaciones de la nave a los asteroides y finalmente al cometa.

## Galería

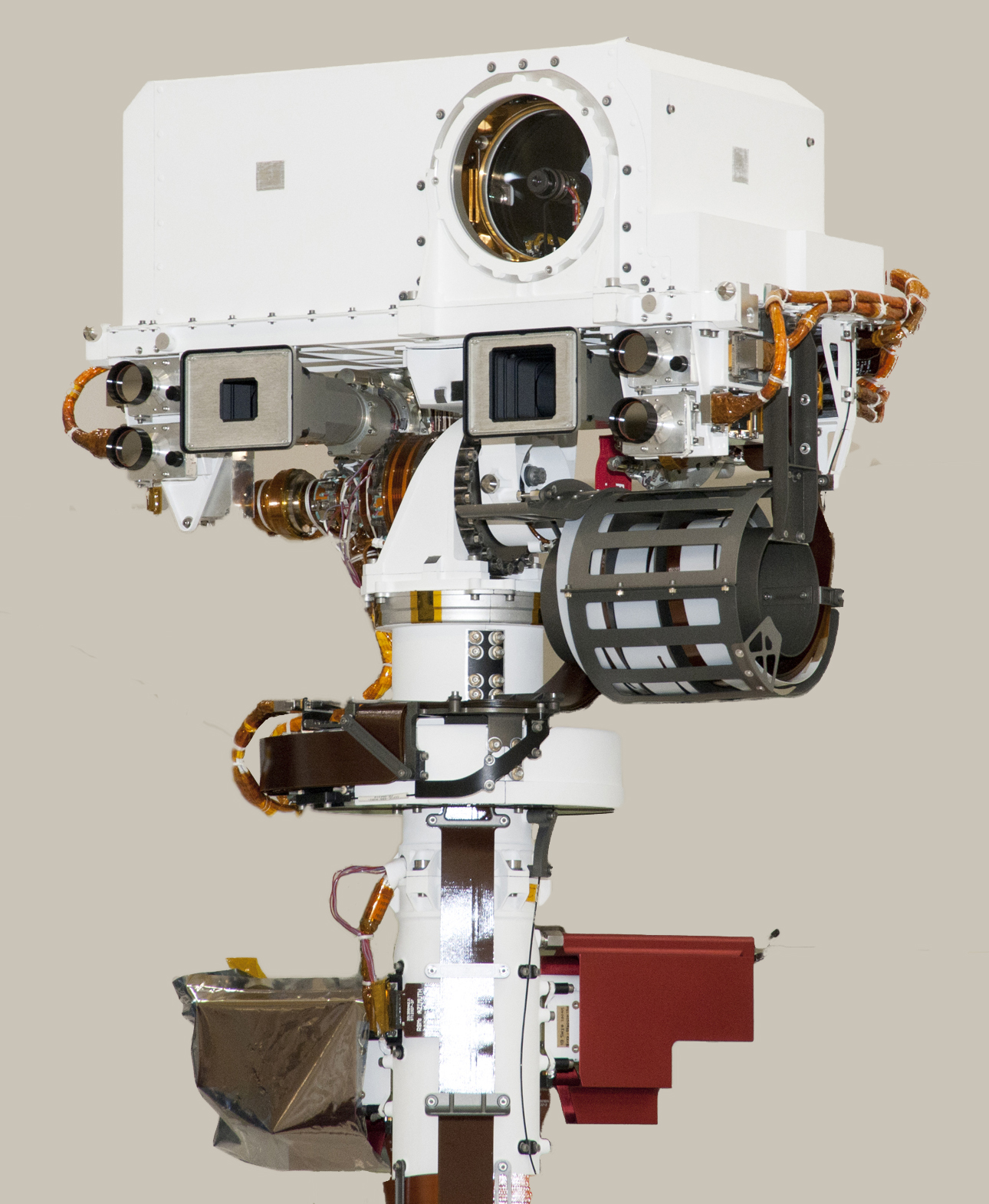
Mástil del rover Curiosity con dos navcams.
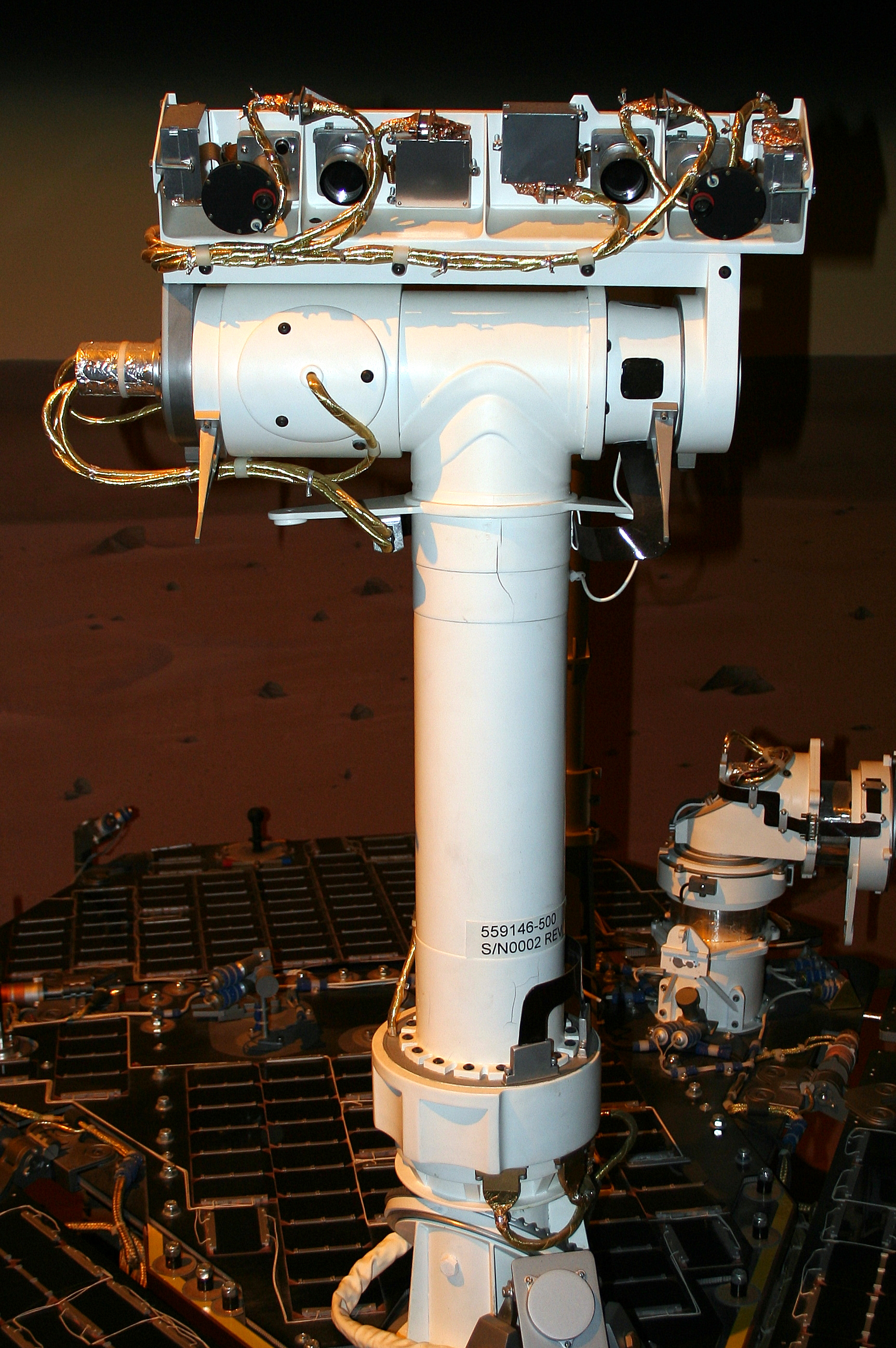
Mástil del Mars Exploration Rover con dos pancams (en sus laterales) y dos navcams.
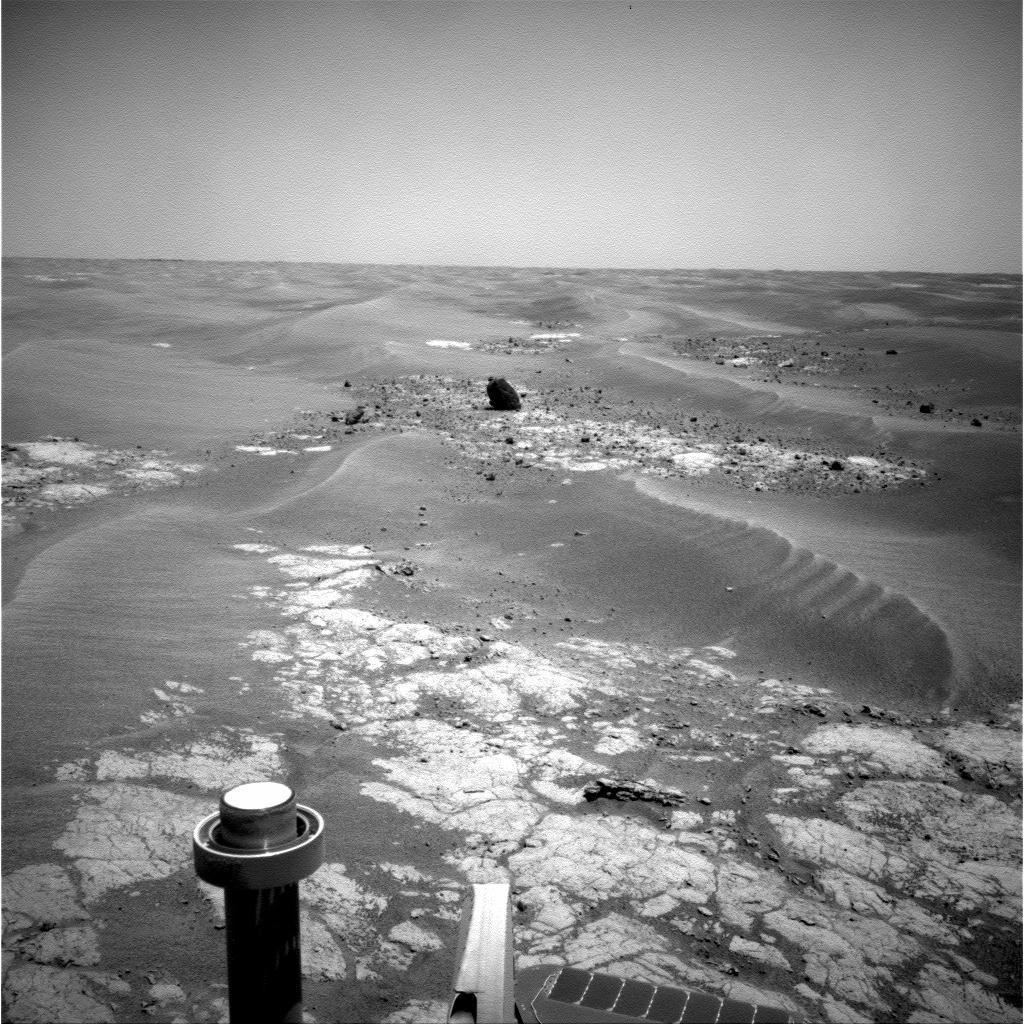
Ejemplo de foto realizada por la navcam del Opportunity.
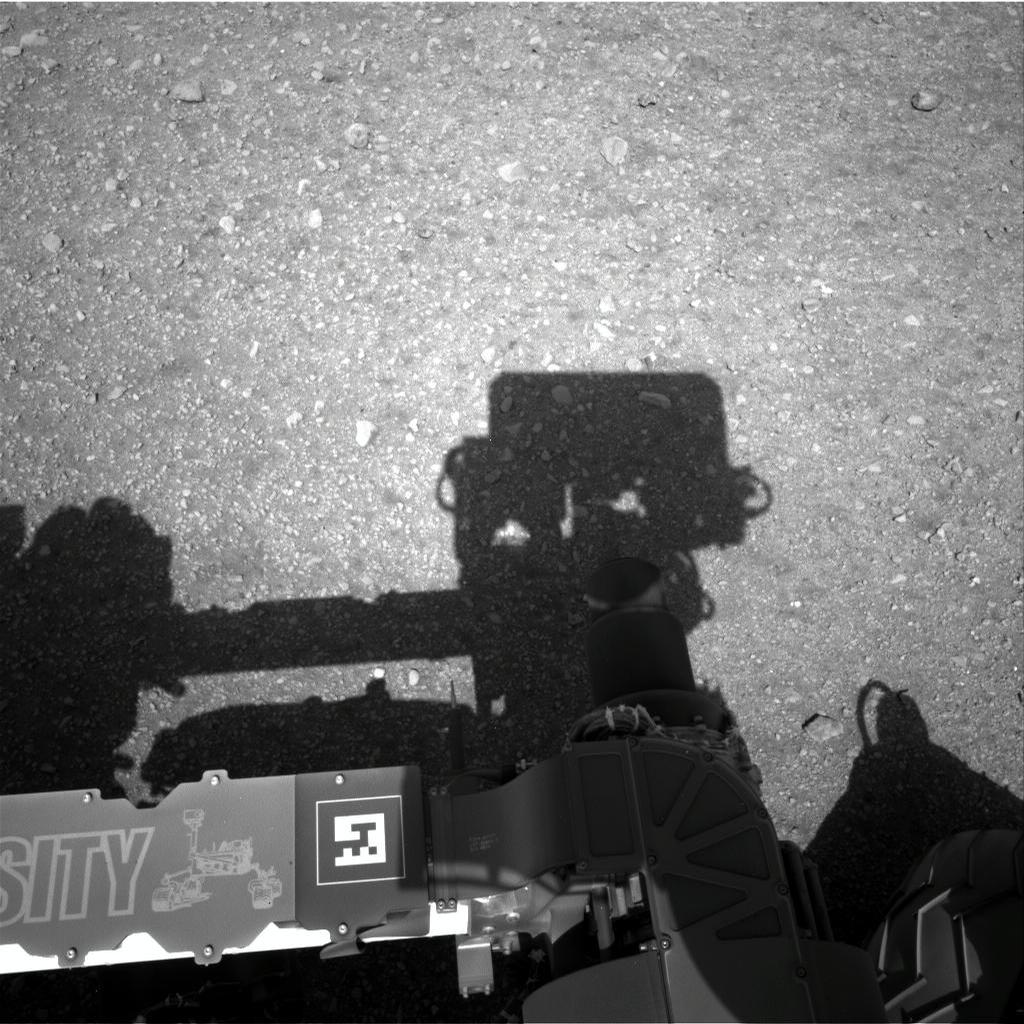
Primera foto tomada por la navcam del Curiosity.